# Анджей Фридецький
Анджей Фридецький (пол. Andrzej Frydecki, 26 листопада 1903, Сосновець — 7 липня 1989, Вроцлав) — польський архітектор, педагог, фахівець із проєктування театральних споруд.

## Біографія
Народився 26 листопада 1903 в місті Сосновець (нині — Сілезького воєводства). Закінчив гімназію ім. Сташиця. Навчався на факультеті архітектури Львівської політехніки у 1922—1930 роках. Здобув диплом із двома відзнаками. У подальшому асистент, пізніше ад'юнкт там же. Протягом 1931—1934 років був членом Політехнічного товариства у Львові. 1934 року обраний віце-президентом львівського відділу SARP (спілки архітекторів). У травні 1943 року змушений німецькою окупаційною владою до виїзду зі Львова. Разом із родиною проживав у селі Чудці поблизу Ряшева. Кілька місяців працював у Ряшеві, пізніше — у Регіональній дирекції просторового планування в Катовицях, викладав проєктування у тамтешніх навчальних закладах. Від 1947 року жив у Вроцлаві, викладав у Вроцлавській політехніці на кафедрі утилітарного будівництва. Автор книги Projektowanie budynkόw widowiskowych dla teatru, muzyki i filmu (Вроцлав, 1976). Відзначений Кавалерським і Командорським хрестами Ордену Відродження Польщі. Помер 7 липня 1989 року у Вроцлаві. Ім'я Фридецького викарбувано на пам'ятній таблиці Архітектурного факультету Вроцлавської політехніки.

## Роботи
Реалізовані проєкти
- Дім PZUS у Львові (після 1928).[4]
- Корпус лікарні для психічно хворих у Кракові, в місцевості Кобежин (1928).[4]
- Розбудова костелу Пресвятої Діви Марії Королеви Польщі на Сихові (нині — греко-католицький храм на вул. Зеленій, 385 у Львові). Невеликий однонавовий неоготичний храм походив із 1910 року. Фридецький спроєктував нову, більшу наву у формах стилю функціоналізму, поєднаному з елементами неоготики (стрільчасті вікна, контрфорси). Старий храм перетворено на пресбітерій нового. Реалізовано 1936 року.[4]
- «Дім солдата» на нинішній площі Петрушевича, 2 у Львові. Спільний проєкт 1935 року Стефана Порембовича та Анджея Фридецького здобув перше місце на конкурсі. Він передбачав оригінальне поєднання кіно- та театрального залу. Будівництво велось від 1938 року, але через початок війни не завершено. Добудовано лише в радянський час (1961 року) за проєктом Людмили Нівіної.[5][4]
- Пансіонат на 60 місць у Моршині (до 1939).[6]
- Відпочинковий заклад у Сколе (до 1939).[6]
- Дошкільний заклад у Делятині (до 1939).[6]
- Розбудова міського театру у Вроцлаві (до 1939).[6]
- Тимчасовий одноповерховий лабораторний павільйон, а також три дослідно-виробничі зали механічного факультету Вроцлавської політехніки на вулиці Смолюховського. Проєкт, ймовірно, 1948 року. Спорудження завершено навесні 1949 року. Будівлі не збережені. У тому ж комплексі споруджено головний корпус механічного факультету на вулиці Лукасевича. Проєкт 1949 року, будівництво тривало до 1953. Низку інших споруд проєктованого комплексу не збудовано.[7]
- Детальний план забудови житлового мікрорайону гірників № 11 у Катовицях (між 1945 і 1951).[6]

Нереалізовані
- Навчальний проєкт театру (1927).[8]
- Одна з трьох третіх нагород конкурсу 1928 року на найкращий проєкт павільйону Львова для Загальної крайової виставки 1929 року в Познані. Співавтор Вікторія Канська-Фридецька.[9]
- Навчальний проєкт комплексу водних видів спорту (1929).[10]
- Проєкт типових малих житлових будинків на другий конкурс Банку господарства крайового. 1933 рік. Спільна робота Фридецького, Юліана Духовича, Збігнева Хвалібуга та Вітольда Кольбушовського була серед кількох десятків прийнятих проєктів. Всього в конкурсі брали участь 437 робіт.[11]
- III нагорода конкурсу на будівлю міських електричних закладів у Львові (1934, спільно зі Стефаном Порембовичем).[12]
- Проєкт костелу святого Вінсента де Поля у Львові. Створений для конкурсу 1937 року, на якому здобув другу нагороду (фактично найвищу, першу нікому не призначено). Співавтори Вікторія Канська-Фридецька і Яніна Бельська. Храм планувався у вкрай простих монументальних формах із доволі «світським» характером. Незвичною була і внутрішня будова. Так східна бічна нава планувалась удвічі ширшою від західної. Робота разом з іншими конкурсними проєктами експонувалась у Палаці мистецтв на території Східних торгів. Того ж року було створено другий варіант проєкту, а також ще три його модифіковані варіанти. Усі базувались на дуже спрощених своєрідно потрактованих формах готики. Їх теж не було прийнято до реалізації.[13]
- III нагорода конкурсу на проєкти споруд механічного і електротехнічного факультетів Львівської політехніки (1937, спільно з Вікторією Канською-Фридецькою, при співпраці Яніни Бельської).[14]
- Проєкт дому Польського історичного товариства у Львові. Розроблений для закритого конкурсу 1938 року. Не був прийнятий до реалізації.[15]
- Ескізний проєкт будинку Школи вугільної промисловості в Сосновці (до 1939).[6]
- Проєкт перебудови бернардинського монастиря у Львові. Кінець 1930-х років.[16]
- Проєкт корпусів електричного і авіаційного факультетів Вроцлавської політехніки. Планувалось збудувати великий комплекс споруд, стилістично близьких до соцреалізму, на теренах між Грюнвальдською віссю, вулицями Норвіда і Смолюховського. Проєктування розпочато 1947 або 1948 року і завершено у 1949. Не реалізовано. Будівництво розпочато пізніше, за конкурсним проєктом інших архітекторів.[17]
- Конкурсний проєкт автобусного вокзалу у Львові, II нагорода (до 1939).[18]
- Проєкт «Будинку студента» у Вроцлаві. Створений 1949 року. Планувався в місцевості Щитники, у кварталі між вулицями Парковою, Коперника, Дікштейна і Банаха. Розрахований на 1780 осіб і мав складатись із трьох поєднаних між собою семиповерхових житлових блоків, одного десятиповерхового, а також спортивного комплексу зі стадіоном, критим басейном і спортзалом. Не був реалізований.[19]
- Конкурсний проєкт архітектурно-урбаністичного розвитку площі Костюшка у Вроцлаві (між 1945 і 1951).[6]
- Конкурсний проєкт будинку Загального закладу взаємного страхування у Львові, I нагорода (до 1939).[18]
- Конкурсний проєкт будинку Медичної академії у Вроцлаві (між 1945 і 1951).[6]
- Конкурсний проєкт будинку Металургійної школи в Катовіцах I нагорода (між 1945 і 1951).[6]
- Конкурсний проєкт будинку Центральної поліклініки у Львові, III нагорода (до 1939).[18]
- Конкурсний проєкт водонапірної вежі PKP в Катовицях III нагорода (між 1945 і 1951).[6]
- Конкурсний проєкт інтер'єрів кав'ярні «Фенікс» у Кракові II нагорода (до 1939).[18]
- Конкурсний проєкт корпусу авіаційного і механічного факультетів Вроцлавської політехніки (між 1945 і 1951).[6]
- Конкурсний проєкт типових будинків для робітників у Львові, III нагорода (до 1939).[18]
- Плани просторового впорядкування міст Бендзин і Жори (між 1945 і 1951).[6]
- Проєкт архітектурного оточення пам'ятника сілезьким повстанцям на горі святої Анни (між 1945 і 1951).[6]
- Проєкт відбудови оперного театру у Вроцлаві (між 1945 і 1951).[6]